# Batalla d'Útica
|  | Per a altres significats, vegeu «Batalla d'Útica (49 aC)». |

La batalla d'Útica es lliurà l'any 203 aC, enfrontant els exèrcits de la República Romana i l'Imperi Cartaginès durant la segona guerra Púnica. Gràcies a un atac per sorpresa, el general romà Publi Corneli Escipió aconseguí destruir les forces cartagineses i als seus aliats númides amb una victòria que li donà una decisiva avantatge estratègica, a més de traslladar el front de la guerra a la mateixa Àfrica.

## Preludi
La invasió d'Àfrica començà l'any 204 aC. Centenars de naus de transport portaren a uns 35.000 soldats romans des de 
Sicília fins al Cap Pulcrum, a uns 35 km a l'oest de Cartago. Només saber-se la notícia del desembarcament d'Escipió, la població cartaginesa de la zona caigué presa del pànic i foren molts els civils que fugiren cap a l'interior.
Pel que fa a les tropes cartagineses, foren posades sota el comandament d'Hasdrúbal, a qui Escipió ja havia derrotat anteriorment a Hispània. Giscó va enviar precipitadament una important força de cavalleria per aturar als romans i restringir els seus moviments, però Escipió, reforçat per l'arribada del seu aliat Masinissa, cabdill dels númides, derrotà hàbilment als cartaginesos a la vora de la ciutat de Saleca.

## Assalt i setge de la ciutat
Un cop vençuda l'oposició militar, Escipió es va dedicar a saquejar les terres de la regió, reunint un valuós botí i un gran nombre d'esclaus. Arribada la tardor, els romans es dirigiren cap a la ciutat d'Útica, amb la intenció de prendre-la i establir allí la base romana per futures operacions. L'assalt directe a les muralles de la ciutat, però, fou rebutjat un cop i un altre, tot i estar recolzat per catapultes i fins i tot una torre d'assalt muntada sobre naus de guerra, que els defensors destruïren en calar-li foc. En aquest assalt fallit, Escipió va perdre un temps molt valuós, permetent que Àsdrubal reunís un nou exèrcit i avancés de nou contra els romans, aquest cop ajudat pel seu gendre Sífax, rei de Numídia.
L'arribada d'aquests dos nous exèrcits forçà als romans a abandonar temporalment el setge d'Útica i retirar-se a un punt no gaire llunyà, anomenat més tard Castra Cornelia. Allí van establir el seu campament en una llengua de terra que s'endinsava cap al mar, fortificant la part que la connectava amb el litoral mentre la flota defensava la banda del mar. Un cop acabades les defenses, es preparà a passar l'hivern, gràcies a les provisions que li arribaven regularment des de Sicília, Sardenya i Hispània. Hasdrúbal i Sífax acamparen separadament a poca distància dels romans.

## Negociacions de pau
Durant l'hivern, els cartaginesos continuaren incrementant el nombre de les seves tropes, alhora que preparaven una flota que tallés les rutes romanes de subministrament. També estaven esperant tropes mercenàries d'Ibèria i Ligúria. Esdevingué doncs un cert temps sense activitats hostils en el que Sífax s'esforçà a fer d'intermediari en les negociacions de pau entre ambdós bàndols. Aquestes es basaven en el fet que tant Roma com Cartago retirarien les seves tropes d'Àfrica i Itàlia respectivament.
Malgrat tot, la pau no era el que Escipió tenia al cap. Primer va emprar les negociacions per intentar convèncer els númides que es passessin al bàndol romà. Quan va veure que aquests intents no donarien resultat, Escipió seguí enviant escollits missatgers al campament númida amb dues intencions: primer, fer creure a l'enemic que estava ansiós per signar la pau, i segon, permetre que els seus missatgers prenguessin bona nota de la posició i organització del campament enemic. Els seus missatgers així li informaren que el campament númida estava majoritàriament format per petites cabanes fetes de fusta, fullaraca i altres materials altament inflamables.

## Incendi del camps
Basant-se en aquesta informació, Publi Escipió va elaborar el seu pla de batalla. Sabia que, a banda de continuar amb les negociacions de pau, els cartaginesos havien continuat reclutant tropes i amb l'arribada de la primavera, es va preparar per atacar ell primer. Escipió va disposar d'uns 2.000 homes en un turó proper a la ciutat d'Útica, per fer creure a l'enemic que es preparava per assaltar de nou la ciutat. Un altre petit destacament va romandre al campament romà per prevenir cap possible sortida dels defensors de la ciutat i la resta de les tropes marxaren durant plena nit, més de 10 km, arribant als campaments de Sifax i Àsdrubal abans de la matinada. Escipió va separar les seves forces en dues meitats i va ordenar a Gai Leli i Masinissa que calessin foc i destruïssin el campament de Sífax.
Gai Leli i Masinissa no donaren a Sifax cap possible escapatòria, ja que el foc va agafar a les seves tropes totalment per sorpresa, adormides i desprevingudes. Les flames que començaren primer a les petites cabanes s'estengué ràpidament i amb violència per tot el campament. Els romans blocaven les sortides i aquells cartaginesos que aconseguiren escapar de les flames, sense armes i gairebé sense roba, foren massacrats pels legionaris. Altres caigueren sota les flames, juntament amb un gran nombre de bèsties de càrrega.
En el campament d'Hasdrúbal, els soldats s'havien despertat davant del gegantí incendi que cremava al campament veí. Alguns fins i tot acudiren veloçment al seu ajut sense prendre les armes, ja que pensaren que l'incendi havia estat ocasionat accidentalment. Escipió va aprofitar aquest moment de confusió per atacar amb la seva meitat de l'exèrcit i els aniquilà. Només Hasdrúbal i Sífax, amb un petit nombre de tropes, aconseguiren fugir.

## Conseqüències
Els cartaginesos patiren una tràgica derrota, perdent virtualment totes les seves tropes d'infanteria a Àfrica. Alguns autors estimen les baixes entre 30.000 i 40.000 morts més 5.000 presoners. Així mateix, les baixes romanes foren mínimes. D'un sol cop, Escipió es va desfer del bloqueig cartaginès i va poder reprendre la seva ofensiva de l'estiu anterior. La ciutat d'Útica es rendí i aviat arribaria la batalla de les grans planes, que acabà en una nova derrota d'Hasdrúbal i Sífax. Cartago es veié llavors obligada a ordenar a Hanníbal que tornés amb les seves forces destacades a Itàlia. El darrer enfrontament a la batalla de Zama i la victòria romana que tingué lloc el 202 aC dugué el tractat de pau i final de la segona guerra púnica.